# 우동항
우동항(佑洞港)은 부산광역시 해운대구 우2동, 수영만 내측의 수영강 하류에 있는 어항이다. 지방어항으로 지정하여 관리하고 있다. 시설관리자는 해운대구청장이다.

## 어항 구역
본 항의 어항구역은 다음과 같다.
- 우동 1401번지 지선 어항외측 남·북방파제 기부를 연결한 선내수역

## 시설 현황
2기의 방파제와 물양장이 축조되어 있다.

## 개발 계획
부산시는 해운대해수욕장 인근 우동항을 해양관광복합형 어항으로 정비할 계획이다. 부산시는 우동항 내 무질서하게 흩어진 어망 등을 정비한 후 어민이 원한다면관광복합형 항구를 겸할 수 있도록 관할 지자체와 함께 검토 중이다.

## 주요 어종
- 도다리, 삼치

## 어항 주변
우동항의 왼편에는 광안대교와 수영2교, 밑으로는 수영만 요트 계류장이 있어 지리적으로는 시내에 있는 것처럼 보인다.